# Max Pribilla
Max Friedrich Albert Pribilla, ursprünglich Max Przibilla (* 22. November 1874 in Köln; † 25. November 1954 in Pullach, München) war ein deutscher römisch-katholischer Priester, Jesuit und Publizist.

## Leben
Max Pribilla, ältester Sohn des Bergbauingenieurs Emanuel Demetrius Przibilla und seiner Ehefrau Ferdinandine geb. Kocks, war Klassenkamerad und Freund des späteren Bundeskanzlers Konrad Adenauer. Er studierte von 1894 bis 1897 an der Rheinischen Friedrich-Wilhelms-Universität in Bonn Rechtswissenschaften, wo er 1894 gemeinsam mit Adenauer Mitglied des katholischen Studentenvereins Arminia im KV wurde. Nach seinem Referendarexamen trat Pribilla 1897 in den Jesuitenorden ein, studierte Theologie an der Ordenshochschule in Valkenburg und 1908/09 an der Ludwig-Maximilians-Universität München. 
Am 27. August 1906 zum Priester geweiht kam Pribilla als Dozent für Ethik nach Valkenburg zurück. Er wurde Feldgeistlicher während des Ersten Weltkrieges und arbeitet seit 1921 an der von den Jesuiten herausgegebenen Zeitschrift „Stimmen der Zeit“ mit, für die er selbst 146 Beiträge verfasste. Durch Erlebnisse während des Ersten Weltkrieges begeisterte sich Pribilla für die ökumenische Bewegung und wurde Wegbereiter der „Una-Sancta-Bewegung“. Pribilla setzte sich seit der Weimarer Zeit aktiv mit der nationalsozialistischen Ideologie auseinander. Nach dem Urteil im Wilhelmstraßen-Prozess protestierte er in der Süddeutschen Zeitung vom 3. Mai 1949 gegen die Freiheitsstrafe für Ernst von Weizsäcker, der in Wirklichkeit durch sein scheinbar zustimmendes Handeln einen Kristallisationspunkt in der heimlichen Widerstandsbewegung gegen Hitler bilden wollte.  
In Anerkennung um seine Lebensleistung erhielt Pribilla am 10. Mai 1954 das Große Bundesverdienstkreuz.

## Schriften (Auswahl)
- Religionsloser Moralunterricht (= Flugschriften der „Stimmen der Zeit“, Heft 13), Freiburg im Breisgau 1920
- Wirkungen und Lehren der Revolution (= Flugschriften der „Stimmen der Zeit“, Heft 18), Freiburg im Breisgau 1920
- Katholisches und modernes Denken. Ein Gedankenaustausch über Gotteserkenntnis und Sittlichkeit zwischen August Messer und Max Pribilla, Stuttgart 1924
- Kulturwende und Katholizismus (= Zur religiösen Lage der Gegenwart, Bd. 6), München 1925
- Um die Wiedervereinigung im Glauben, Freiburg im Breisgau 1926
- Um kirchliche Einheit. Stockholm, Lausanne, Rom. Geschichtlich-theologische Darstellung der neuen Einigungsbestrebungen (= Veröffentlichung des Katholischen Akademikerverbandes), Freiburg im Breisgau 1929
- Die Familie. Ideal und Wirklichkeit, Saarlouis 1932
- Fürchtet euch nicht! Grundsätzliche Erwägungen zur kirchlichen Lage, Freiburg im Breisgau 1935
- Tapferkeit und Christentum, Hamburg 1947 (2. erweiterte Auflage)
- Deutschland nach dem Zusammenbruch, Frankfurt am Main 1947
- Deutsche Schicksalsfragen. Rückblick und Ausblick (2. völlig überarbeitete Aufl. von „Deutschland nach dem Zusammenbruch“), Frankfurt am Main 1950
- (postum erschienen:) Mut und Zivilcourage des Christen, mit einem Vorwort hrsg. von Oscar Simmel SJ, Frankfurt am Main 1957